# St. Peter und Paul (Winterthur-Neuwiesen)

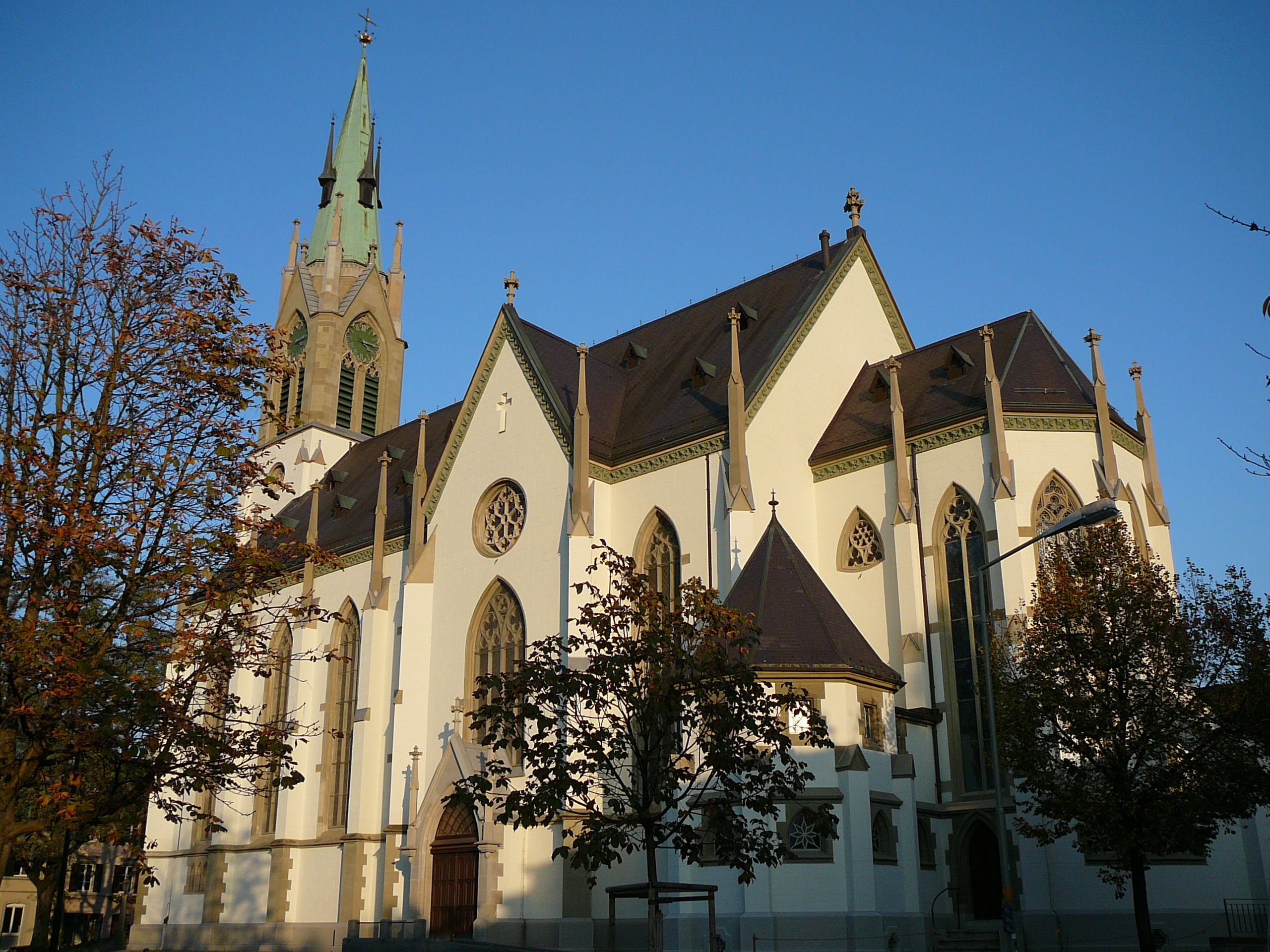
Römisch-katholische Kirche St. Peter und Paul

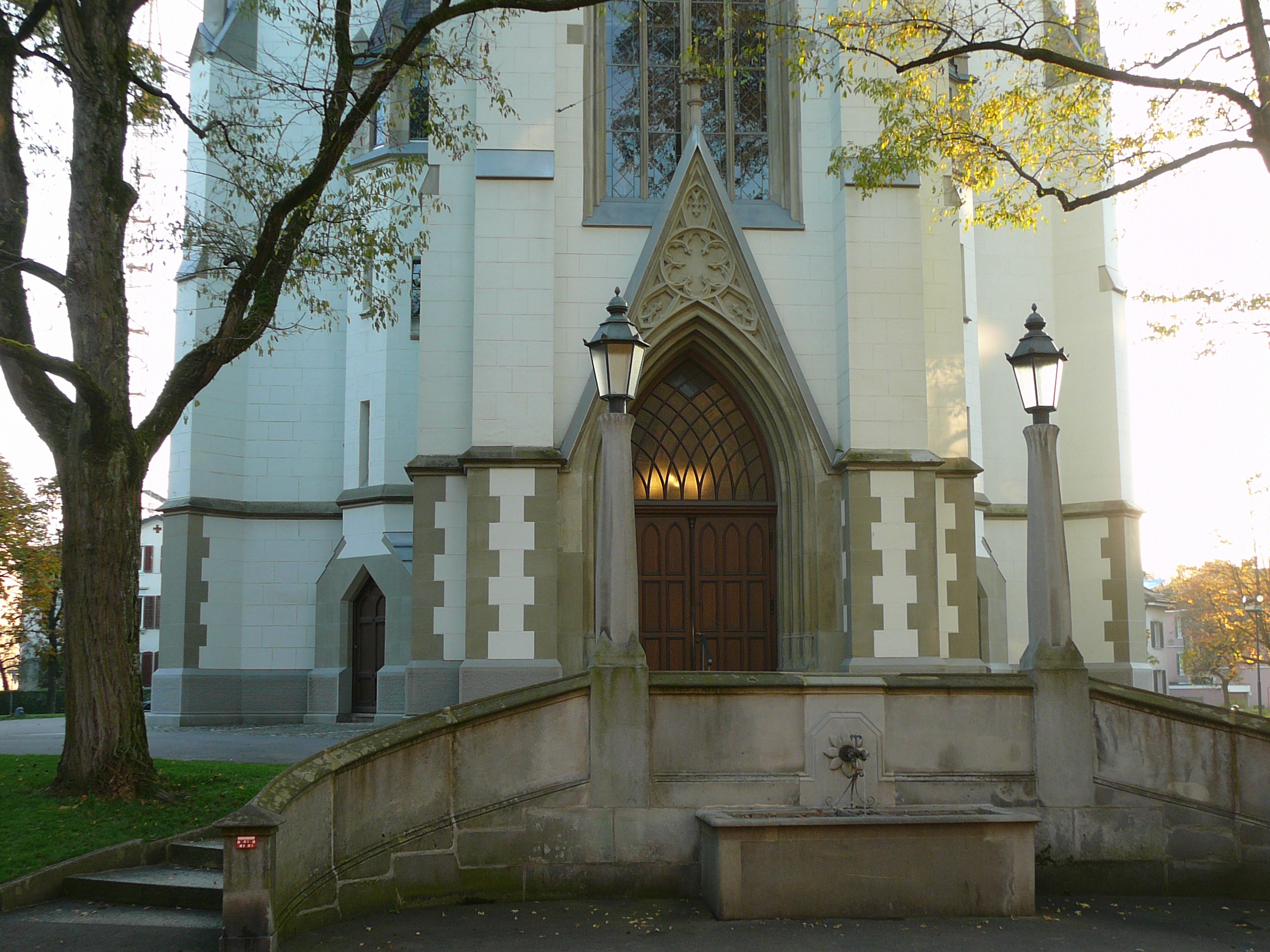
Das Eingangsportal

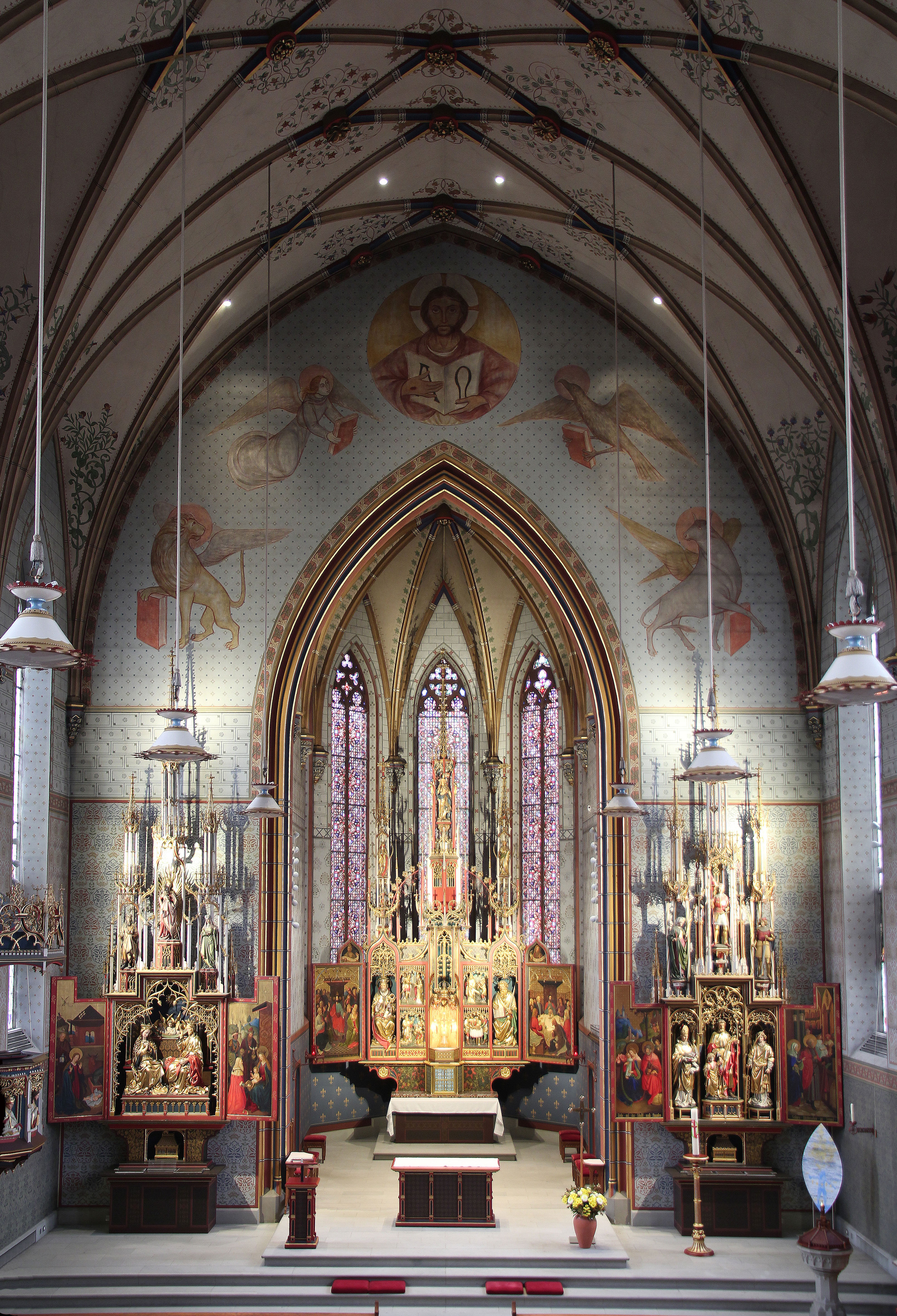
Haupt- und Seitenaltäre von Josef Eberle (1839–1903)

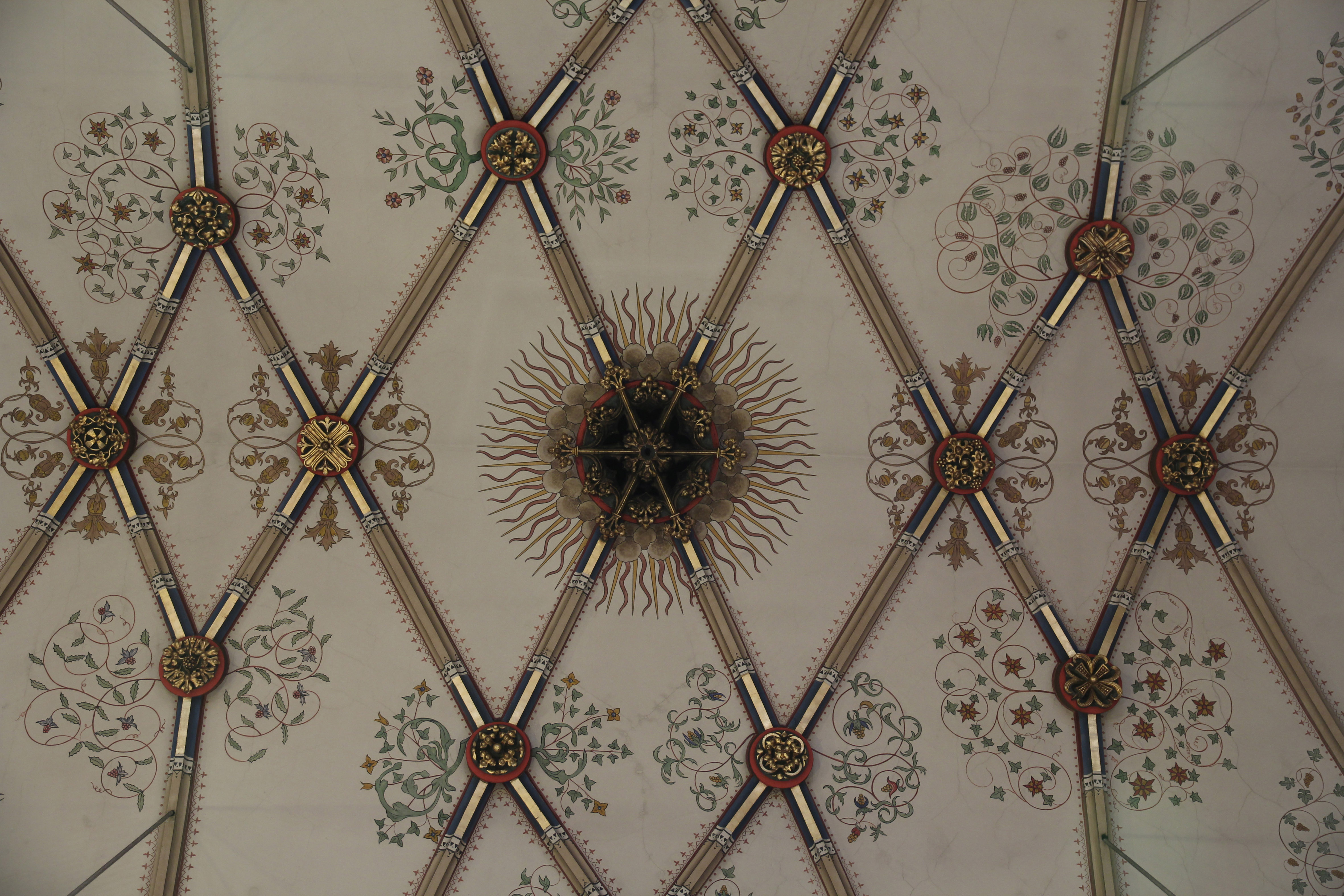
Die Kirchendecke

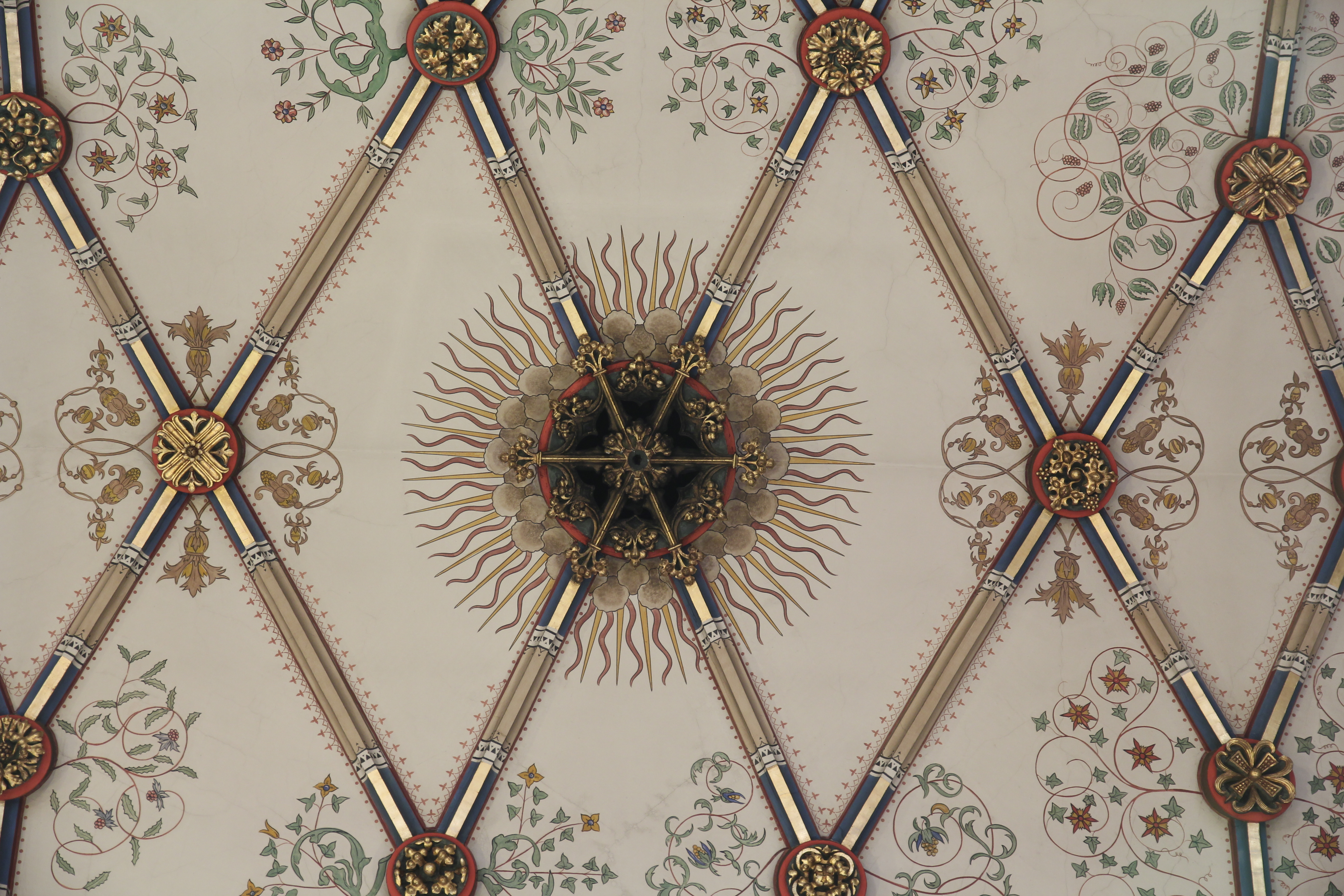
Detail von der Kirchendecke

Die Kirche St. Peter und Paul ist eine römisch-katholische Pfarrkirche in Winterthur. Sie ist die erste katholische Kirche im Kanton Zürich, die nach der Reformation erbaut wurde. Als älteste katholische Kirche in Winterthur gilt sie als katholische Mutterpfarrei der Stadt. Die Kirche St. Peter und Paul steht in der Nähe des Bahnhofs Winterthur im Quartier Neuwiesen.

## Geschichte

### Vorgeschichte
Die älteste Kirche des frühmittelalterlichen Winterthurs war ein Vorgängerbau der heutigen Stadtkirche St. Laurentius. Es handelte sich um einen hölzernen Saalbau aus dem 7./8. Jahrhundert. Damals war die Kirche eine Filiale der Pfarrei von Oberwinterthur. 1180 erfolgte die Ablösung der Pfarrei für das Stadt-Rechteck. 1482 wurde die Pfarrei in Oberwinterthur ausgekauft und die obere und untere Vorstadt sowie Mühlen eingepfarrt. Das Patronat lag zunächst bei den Gründern, den Grafen von Kiburg, es wurde 1264 an die Habsburger vererbt, danach 1467 an die Zürcher verpfändet. Nach der Reformation im Jahr 1524 wurde die Kirche für reformierte Gottesdienste verwendet, wobei die Kirche während des Bildersturms völlig ausgeräumt wurde. Die Ausübung des katholischen Kults war für fast 300 Jahre im Kanton Zürich verboten. Das Toleranzedikt des Zürcher Regierungsrats vom 10. September 1807 erlaubte erstmals wieder eine katholische Gemeinde in Zürich. Im September 1813 appellierten fünfzig in Winterthur wohnende Katholiken an die Toleranz der Stadtväter und baten den Stadtrat in einer Petition, die Kapelle St. Georg für katholische Gottesdienste benützen zu dürfen. Der Stadtrat zeigte sich dem Vorstoss gewogen, aber der Kleine Rat des Kantons Zürich lehnte das Begehren ab. Der Kleine Rat erkannte weder das Bedürfnis noch erachtete er die Winterthurer Katholiken in der Lage, einen Geistlichen zu entlohnen. Der wahre Grund für die Ablehnung war wohl die Furcht, dass im Kanton Zürich fortan katholische Priester verstärkt aktiv gewesen wären. Als durch die einsetzende Industrialisierung die Zahl der Katholiken in Winterthur weiter angestiegen war, unternahmen diese im Sommer 1840 einen zweiten Versuch, der aber diesmal an der Haltung der reformierten Kirchenbehörde von Winterthur scheiterte, welche sich gegen den Simultangebrauch der Kirche St. Georg verwahrte. Der Churer Weihbischof Haller initiierte  um 1856 ein Initiativkomitee für einen dritten Vorstoss, was am 27. März 1860 mittels einer weiteren Petition geschah. Diese forderte den Stadtrat von Winterthur auf, die Ausübung des katholischen Kults in Winterthur zu erlauben. Angeführt wurden in der Petition die steigende Anzahl katholischer Bewohner der Stadt, aber auch die bereits erfolgte Sammlung von Geld sowie der Hinweis auf die künftige Bedeutung von Winterthur als eidgenössischem Waffenplatz, wo sich zunehmend auch katholische Soldaten aufhalten würden. Als am 22. April 1862 der Kantonsrat von Zürich die Aufhebung des Klosters Rheinau beschloss, verband der Kanton die Aufhebung des Klosters mit der Notwendigkeit, das Klostervermögen einer neuen, gesetzlich geregelten Nutzung zuzuführen. Dies führte zur Ausarbeitung eines katholischen Kirchengesetzes. Das sog. Erste zürcherische Kirchengesetz im Jahr 1863 anerkannte schliesslich die katholischen Kirchgemeinden neben Zürich auch in Winterthur, Dietikon und Rheinau (die letzten beiden waren traditionell katholisch geprägte Orte). In diesen vier Orten erhielten die katholischen Gemeinden vom Staat Geld, wie das im Kanton Zürich sonst nur die reformierten Kirchgemeinden erhielten. In den anderen Orten mussten sich die neu entstehenden Pfarreien privat finanzieren, was sie auf der rechtlichen Grundlage des Vereinsrechts machten, zum Beispiel mit Hilfe von Fördervereinigungen wie dem Piusverein (gegr. 1857) und der Katholischen Gesellschaft für inländische Mission (gegr. 1863). In den 1860er Jahren entstanden auf diese Weise in kurzer Folge etliche Seelsorgestationen und spätere Pfarreien im Kanton Zürich: Männedorf (1864), Gattikon-Thalwil/Langnau (1864), Horgen (1865), Pilgersteg-Rüti/Wald (1866), Wald und Bubikon (1873), Uster (1876), Langnau (1877), Rüti (1878), Wädenswil (1881), Bülach (1882), Wetzikon (1890), Bauma (1894), Adliswil (1894), Pfungen (1895), Dübendorf (1897) und Küsnacht (1901). So kam es, dass um 1900 im Kanton Zürich bereits 20 katholische Pfarreien existierten, unter anderem auch die in Bülach.
Am 10. August 1862, dem Gedenktag des mittelalterlichen Stadtpatrons St. Laurentius, fand in Winterthur erstmals seit der Reformation wieder ein offizieller katholischer Gottesdienst statt. Dieser wurde im Betsaal der alten Stadtkanzlei abgehalten. Am 13. Dezember 1863 – also bereits ein Jahr vor der Ausformulierung des staatlichen Kirchengesetzes im Kanton Zürich – fand dann die Gründungsversammlung der katholischen Kirchgemeinde von Winterthur statt. Das Gründungsprotokoll gibt einen Einblick in die sozialen, rechtlichen und finanziellen Verhältnisse der Katholiken von Winterthur in jener Zeit: Von den 114 namentlich aufgeführten Katholiken lebten 84 in der Stadt Winterthur, davon besassen lediglich 12 das Bürgerrecht, die Übrigen waren Niedergelassene. Rund ein Drittel dieser Niedergelassenen waren Ausländer, vor allem aus Süddeutschland und aus Vorarlberg. Die meisten Katholiken lebten erst kurze Zeit in der Stadt Winterthur. Der erste grosse Wachstumsschub der Stadt beruhte auf der Zuwanderung einfacher, ungebildeter und zu einem guten Teil auch katholischer Arbeiter. Im Gegensatz dazu besassen die wenigen Katholiken, die in Winterthur ansässig waren, über ein stattliches Vermögen und standen von Anfang an der Kirchgemeinde vor. Die Konstituierung der katholischen Kirchgemeinde Winterthur und der Bau der Kirche St. Peter und Paul können somit als Werk einer schmalen katholischen Oberschicht betrachtet werden.
Da der Stadtrat von Winterthur den Wunsch hatte, dem neu entstehenden Stadtquartier hinter dem Bahnhof einen angemessenen Mittelpunkt zu geben,
unterstützte er den Bau der katholischen Kirche durch die Abgabe einer zentral gelegenen, grossen Landparzelle. So wurde im Sommer 1862 eine rund 42‘000 Quadratmeter grosse Fläche im neuen Quartier auf der Neuwiese ausgeschieden und im Frühjahr 1864 an die katholische Kirchengemeinde überschrieben. Dadurch erhielt die katholische Kirchgemeinde einen repräsentativen Standort für den Bau ihrer ersten Kirche in Winterthur. Als einziges öffentliches Gebäude im neuen Quartier nahm die Kirche eine Vorrangstellung ein, welche durch die darum liegende Platzanlage noch unterstrichen wurde. Ein stadträtliches Servitut bestimmte, dass das Land um die Kirche weder für einen Friedhof noch für die Errichtung weiterer Gebäude zweckentfremdet werden durfte. Zudem wurde unmittelbar vor der Kirche ein öffentlicher Brunnen errichtet, was in Zeiten vor den Wasserleitungen bis in die einzelnen Wohnungen ein wesentliches Gestaltungselement im neuen Quartier darstellte. Im Jahr 1868 konnte die Kirche St. Peter und Paul als architektonischer Mittelpunkt des Quartiers wenigstens im Rohbau fertig gestellt werden. Im Jahr 1883 wurde dann der Innenausbau des Gotteshauses in Angriff genommen. Im Jahr 1897 weihte der Bischof von Chur, Johannes Fidelis Battaglia, die Kirche St. Peter und Paul ein. Weitere Bauten, die zur Kirche St. Peter und Paul gehören, waren das 1874 erbaute Pfarrhaus sowie das 1892 erworbene Vereinshaus Neuwiesenhof an der Wartstrasse. Heute gehören zum Ensemble der Kirche St. Peter und Paul neben dem Pfarrhaus an der Tellstrasse 7, das Haus an der Tellstrasse 11a mit Krypta, Sozialdienst und Spitex sowie das an Stelle des ehemaligen Laboratorium errichtete Pfarreiheim an der Laboratoriumsstrasse 5.
Eine Besonderheit der heute sieben katholischen Pfarreien in der Stadt Winterthur ist, dass sie zusammen eine einzige Kirchgemeinde bilden. Dies hat zur Folge, dass mit 23'622 Mitgliedern (Stand 2021) die Stadt Winterthur die grösste katholische Kirchgemeinde des Kantons Zürich und des Bistums Chur besitzt.

### Zur Namensgebung
Im 19. Jahrhundert waren die Katholiken im reformierten Kanton Zürich eine Minderheit. Der Kulturkampf war Zeichen eines Misstrauens der reformierten Bevölkerung gegenüber den zuwandernden Katholiken. Als Antwort darauf entstand im 19. Jahrhundert der Ultramontanismus, der dem Zugehörigkeitsgefühl der Katholiken zu Papst und Vatikan in Rom Ausdruck verlieh. Im Zuge dieser Haltung wurden in dieser Zeit einige neu erbaute Kirchen den Hl. Petrus und Paulus geweiht, u. a. auch die älteste katholische Kirche der Stadt Zürich, St. Peter und Paul (erbaut 1874), und als erste katholische Kirche von Winterthur seit der Reformation St. Peter und Paul im Quartier Neuwiesen.

### Baugeschichte
Johann Jakob Sulzer war vor seiner Wahl zum Stadtpräsidenten von Winterthur im Jahr 1858 als Regierungsrat in Zürich in Kontakt mit dem deutschen Architekten und Kunsttheoretiker Gottfried Semper gekommen. Sulzer bat Semper am 12. November 1863 auf Wunsch der Kirchenpflege um einen Bauplan für die neu zu erbauende katholische Kirche in Winterthur. Semper, der fast gleichzeitig auch die Planung des Winterthurer Stadthauses in Angriff nahm, lieferte wenig später einen Entwurf im Stil der Neurenaissance ab, der allerdings für die katholische Kirchgemeinde zu teuer geworden wäre und deshalb nicht realisiert werden konnte. Deshalb gab die katholische Kirchenpflege im Winter 1864–1865 mehrere Entwürfe in Auftrag und präsentierte im Juni 1865 der Öffentlichkeit sieben Projekte. Die Kirchenpflege entschied sich schliesslich für den Entwurf des Winterthurer Architekten und Stadtbaumeisters Karl Wilhelm Bareiss. Die Bauarbeiten setzten im Sommer 1866 ein, ein Jahr später wurde die Kuppel vollendet, ein weiteres Jahr später das Äussere der ganzen Kirche. Im September 1867 wurden von der Kirchgemeindeversammlung die Hl. Petrus und Hl. Paulus als Kirchenpatrone bestimmt. Dekan Rüttimann eröffnete am 5. Juli 1868 im Beisein von Vertretern der kantonalen Regierung samt Staatsschreiber und Dichter Gottfried Keller sowie des Stadtrats von Winterthur die Kirche. Aufgrund der finanziellen Situation geriet danach der Innenausbau der Kirche ins Stocken und wurde erst 1883 in Angriff genommen. Der Verkauf eines Teils des Kirchenschatzes vom aufgelösten Kloster Rheinau erbrachte 30‘000 Franken, mit denen ein Teil der Bauschuld getilgt wurde, andererseits ein Fonds für den Innenausbau der Kirche errichtet werden konnte. Innert zehn Jahre wurde der Innenausbau vollendet. Am 10. Juli 1897 wurde die Kirche vom Bischof von Chur, Johann Fidelis Battaglia, feierlich eingeweiht. Im Jahr 1925 wurde die Kirche durch den Anbau einer Sakristei nach Plänen des Architekten Hermann Zangerl erweitert. Die Sakristei wurde in Form eines Chorumgangs um die Kirche herum gebaut. Zeitgleich wurde das Äussere der Kirche saniert. Zwischen 1939 und 1946 erfolgte eine umfassende Innensanierung der Kirche. Der Dachstuhl der Kirche und die Fundamente mussten hierbei statisch verstärkt werden. Zeitgleich erfolgte auch eine Isolierung des Innenraums, sodass die bisherigen Malereien weitgehend verloren gingen. Deshalb schuf der Kunstmaler August Frey einen neuen Bilderzyklus zum Leben von den Kirchenpatronen Hl. Petrus und Hl. Paulus. Die ursprüngliche Dekorationsmalerei wurde hierbei dem Zeitgeschmack entsprechend aufgehellt und die Kirche weiss gestrichen. Die ursprünglichen, reich ornamentierten Glasfenster der Kirche wurden im Chor durch einfachere Buntglasfenster, im Schiff durch helle Fensterscheiben mit einzelnen Heiligenbildern ersetzt. Von der ursprünglichen Bemalung blieb schliesslich nur die neugotische Gewölbemalerei  erhalten. In den Jahren 1982–1984 wurde die Kirche unter der Leitung der kantonalen Denkmalpflege einer Gesamtrenovierung unterzogen. Das Ziel war es, die neugotische Kirche in wesentlichen Teilen in ihre ursprüngliche Gestalt zurückzuführen. Nachdem das Innere in den 1940er Jahren purifiziert worden war, wurde anhand von Fotografien und Farbbefunden der ursprüngliche neugotische Gesamteindruck wiederhergestellt. Nach den Vorgaben der Liturgiekonstitution des Zweiten Vatikanischen Konzils schuf man hierbei auch einen freistehenden Volksaltar sowie ein Lesepult, welche sich in die zurückgeführte Ausgestaltung der Kirche harmonisch einfügen.

## Baubeschreibung

### Kirchturm und Äusseres

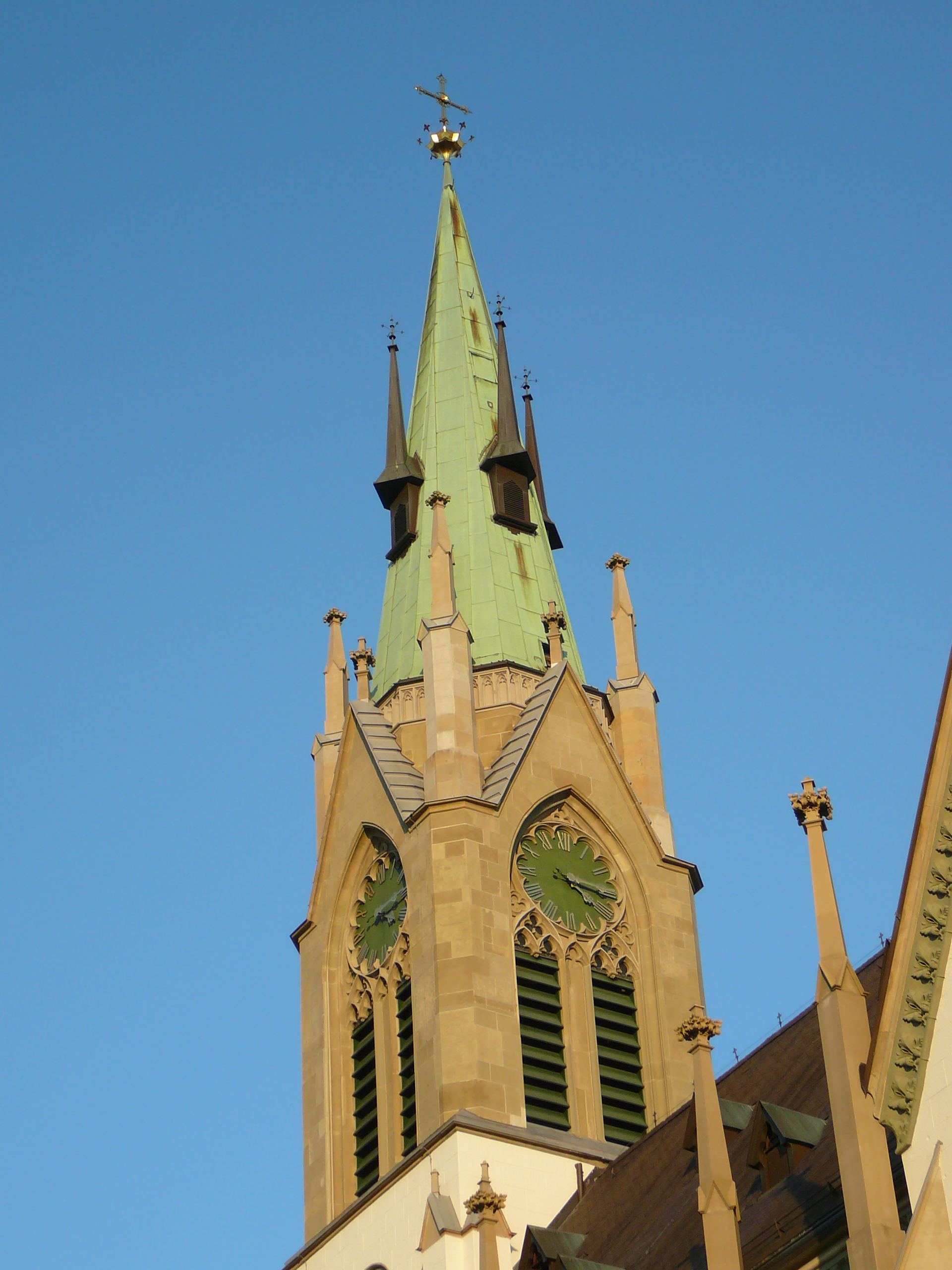
Der Kirchturm

Die Kirche St. Peter und Paul befindet sich an der Kreuzung von der Neuwiesen- und der Wartstrasse und steht damit im Zentrum des Quartiers Neuwiesen. Seitlich wird das Gotteshaus von schmalen Parkflächen umgeben und von einem symmetrischen Wegenetz umschlossen. Vor dem Hauptportal der Kirche liegt eine zweigeteilte Zugangstreppe, die einen Brunnen umschliesst. Die Kirche ist ein Längsbau mit steilem Satteldach und wird mit hohen Masswerkfenstern und Strebepfeilern samt Fialen geschmückt. Das Chorhaus ist niedriger als das Längsschiff und weist einen polygonalen Abschluss auf. Die Eingangsfassade wird vom Frontturm überragt, der sich über der Vorhalle der Kirche erhebt. Im Jahr 1925 wurde die Kirche durch eine Sakristei ergänzt, die als Chorumgang angelegt wurde.
Die Kirche St. Peter und Paul präsentiert sich als typischer neugotischer Bau aus der Mitte des 19. Jahrhunderts. Ausgehend von der Mittelalterbegeisterung der Romantik hatte sich ab 1840 die Neugotik zum vorrangigen Kirchenbaustil entwickelt. Der Architekt Karl Wilhelm Bareiss entwarf für die Kirche St. Peter und Paul einen Längsbau mit Chor und Frontturm und übernahm damit das gängige Schema neugotischer Pfarrkirchen. Der von Bareiss realisierte Saalgrundriss ist bei zeitgleichen Kirchen hingegen selten. Diese sind in der Regel dreischiffig mit basilikalem Langhaus oder in Form von Pfeilerhallen mit Emporenanlagen erbaut worden, wie das z. B. bei der Elisabethenkirche in Basel der Fall ist.

### Die Glocken
Bis ins Jahr 1887 besass die Kirche kein richtiges Geläut, sondern nur eine einzelne, kleine Glocke. Im Jahr 1884 wurde ein Glockenverein gegründet, für den jedes Mitglied pro Monat 30–50 Rappen bezahlen musste. Im März 1887 hatte der Glockenverein 15'000 Franken gesammelt, sodass bei der Glockengiesserei Jakob Keller in Zürich-Unterstrass vier Glocken in Auftrag gegeben werden konnten, welche auf die Glocken der reformierten Kirche Veltheim abgestimmt sind. Am 24. November 1887 wurden die Glocken mit der Nordostbahn nach Winterthur gebracht. Am 27. November 1887 weihte der Abt von Einsiedeln, Basilius Oberholzer die Glocken im Auftrag des Bischofs von Chur, Franziskus Constantinus Rampa. Am 4. Dezember 1887 läuteten die Glocken zum ersten Mal.
| Nummer | Gewicht | Ton | Widmung                   | Inschrift                                                              |
| ------ | ------- | --- | ------------------------- | ---------------------------------------------------------------------- |
| 1      | 2400 kg | c1  | Hl. Dreifaltigkeit        | Ehre sei Gott in der Höhe und Friede den Menschen auf Erden (Lk 2, 14) |
| 2      | 1035 kg | f1  | Jungfrau Maria            | Ave Maria, gratia plena                                                |
| 3      | 710 kg  | g1  | Hl. Petrus und Hl. Paulus |                                                                        |
| 4      | 515 kg  | a1  | Hl. Schutzengel           |                                                                        |

## Innenraum und künstlerische Ausstattung
Die bauliche Vollendung im Jahr 1868 beschränkte sich auf das Äussere. Das Kirchenschiff war damals noch mit einer schlichten Flachdecke überspannt. Einfache Tischaltäre und eine schlichte Kanzel bildeten die erste Notausstattung der Kirche. Ab 1883 wurden innerhalb von zehn Jahren die Ausbauarbeiten durch die Einwölbung der Kirche, den Bau einer Empore mit Orgel, den Aufzug von Glocken, den Einbau von aufwendigen Altären und dazu passenden Glasfenstern samt einer entsprechenden Ausmalung der Kirche vollendet. Dies geschah nach Plänen des Luzerner Architekten Heinrich Viktor von Segesser von Brunegg. August F. Martin (1837–1901), der in Deutschland und Belgien zu den wichtigsten Neugotikern gehörte, übernahm die weitere Ausarbeitung und einen Teil der Ausführung dieses Konzeptes. Pater Albert Kuhn erstellte das ikonografische Programm und übernahm die Prüfung der Altarentwürfe. Diese wurden an die Altarbauerfirma von Josef Eberle in Überlingen vergeben. Maler Josef Traub führte die Dekorationsmalerei aus, während die figürlichen Wandbilder an den Langhauswänden von einem Sohn des verantwortlichen Malers, Alfons Martin, ausführt wurden.
Das einschiffige Langhaus besteht aus sechs Jochen, von denen das zweitvorderste mit den Seitenausgängen etwas breiter gehalten ist und dadurch ein Querschiff andeutet. Unter dem lanzettförmigen Triumphbogen schliesst der eingezogene Chorraum der Kirche an. Die Westempore ist zweigeschossig und wird über die aussen liegenden Treppentürmchen erreicht. Die Front der Empore besteht mit geschossübergreifenden Spitzbögen, die mit durch Wimpergen überhöht werden. Die ursprüngliche Dekorationsmalerei der Kirche war bei der Innensanierung in den Jahren 1939–1946 überstrichen worden und wurde in den Jahren 1982–1984 in weiten Teilen rekonstruiert. Warme Rottöne, Blau und Gold unterstreichen die gestalterische Bedeutung des Chorbogens ebenso wie die Türumrahmungen und die reiche Architektur der Empore. Zurückhaltender sind die Wandpartien gestaltet, die im Sockelbereich mit einer grünen Brokatimitation ausstaffiert wurden. Eine gemalte Quadrierung auf bläulichem Grund ziert die Wände. Die Gurten, Konsolen und Schlusssteine mit Rosetten des 1886 eingezogenen Netzgewölbes werden bunt hervorgehoben.

### Ursprüngliche Bemalung und Fenster
Die Langhauswände zierten bis 1946 sechs der sieben Sakramente. An den Seitenwänden des Chors verwiesen je eine Darstellung der Hochzeit zu Kana und der wunderbaren Brotvermehrung auf die Eucharistie als siebtes Sakrament, die im Chor gefeiert wurde. An der Chorbogenwand war in einem Rundmedaillon eine Darstellung des Gnadenstuhl und verwies auf die Dreifaltigkeit. Um den Chorbogen befanden sich sechs Rankenmedaillons, in denen Engel die Leidenswerkzeuge Christi zeigten. Im Chor waren Glasfenster eingebaut, die die vier Evangelisten und die Kirchenpatrone Petrus und Paulus darstellten. Diese Fenster sowie auch die Glasfenster im Langhaus wurden bei der Innenrenovation in den 1940er Jahren ersetzt. Die Figurenfenster neben den Seitenaltären sind dagegen die ursprünglichen Fenster aus den 1890er Jahren. Auf der Männerseite werden die alttestamentlichen Propheten Abraham, Isaak und Jakob, hingegen auf der Frauenseite Eva, Judith und Esther dargestellt.

### Seitenaltäre

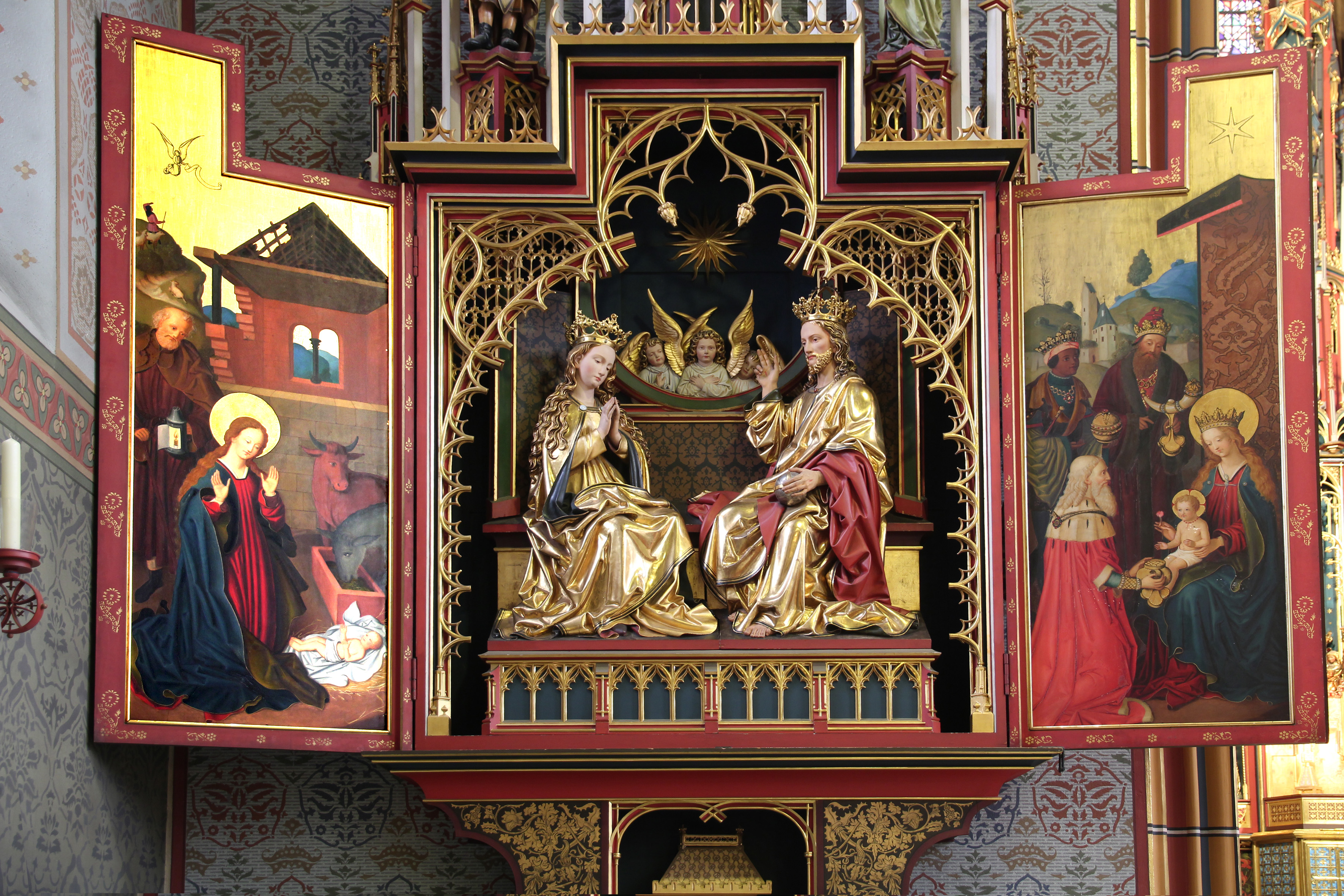
Der Marienaltar von Josef Eberle (1839–1903)

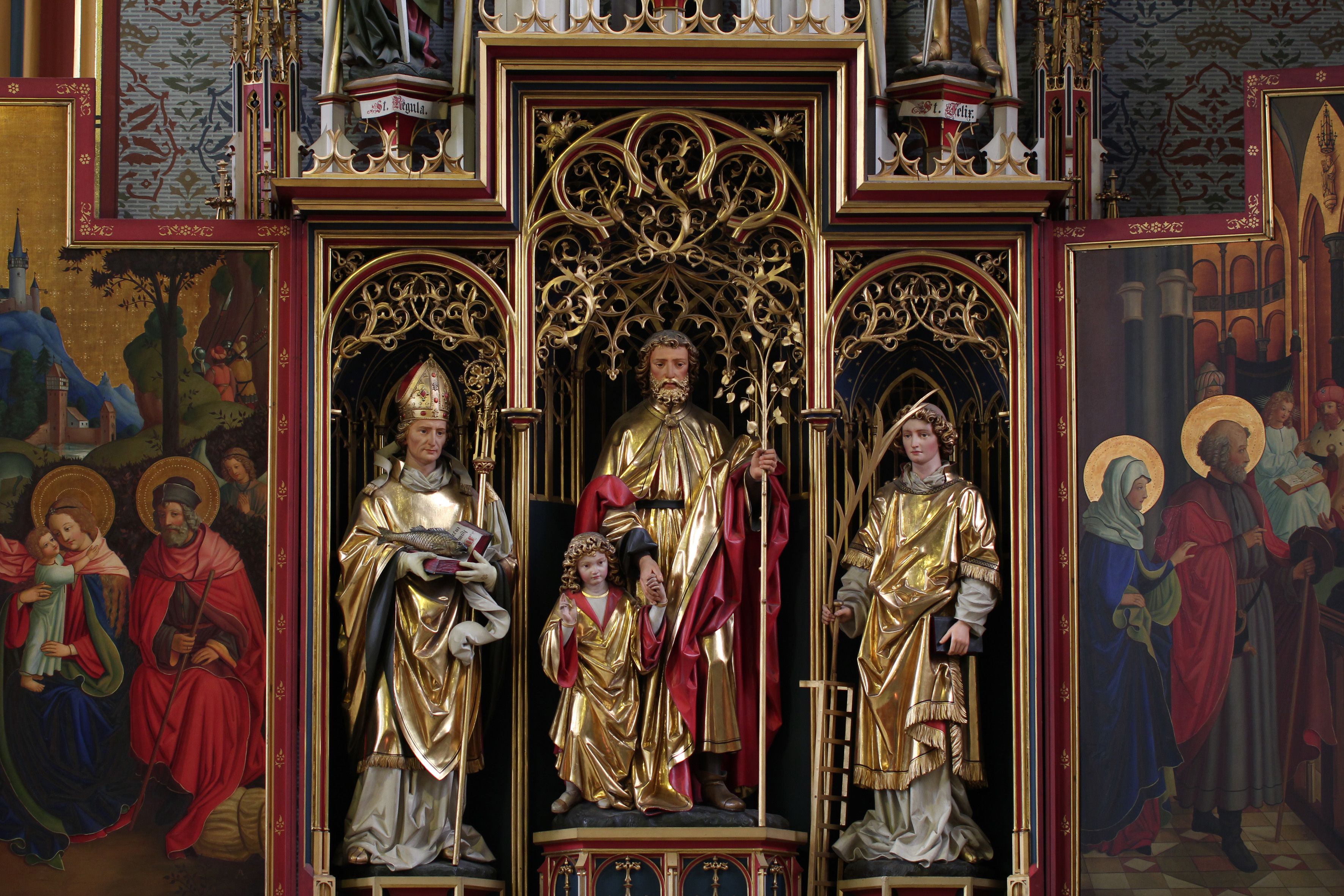
Der Josephaltar

Der Marienaltar auf der Frauenseite bildet ein in sich geschlossenes Programm der Muttergottesverehrung. Auf der Aussenseite – auch Werktagsseite genannt – wird auf den Altarflügeln die Verkündigung des Erzengels Gabriel an Maria gezeigt. Die Tönung dieses Bildes ist auffallend dezent gehalten und stellt einen Gegensatz zur geöffneten goldglänzenden Festtagsseite des Altars dar. An den Flügelinnenseiten werden die Geburt Christi und die Anbetung durch die Heiligen drei Könige dargestellt. Im Schrein befindet sich eine Mariensegnung, welche als reich vergoldete Bildschnitzerei ausgeführt und von einem Stabwerk umfasst wird. Das Bildmotiv stellt eine Variation der Marienkrönung dar: Christus thront als König, neben ihm die Himmelkönigin Maria. Die beiden sitzen auf einem breiten Thron und sind einander zugewandt, wobei sich die Muttergottes betend dem segnenden Christus zuneigt. Das Bildwerk wurde nach einer Vorlage von Martin Schongauer in der Werkstatt von August F. Martin konzipiert und durch die Altarbauerfirma Josef Eberle ausgeführt. Im Gesprenge des Altars befindet sich eine Dreiergruppe: In der Mitte ist eine Mondsichelmadonna mit Strahlenkranz zu sehen, welche von ihren Eltern Anna und Joachim umgeben wird.
Der Josephsaltar auf der Männerseite ist dem Vater von Jesus, dem Hl. Joseph geweiht. Als Schutzpatron von verschiedenen Handwerksberufen, aber auch als Schutzpatron der Ehe galt der Hl. Joseph im 19. Jahrhundert ein Vorbild des arbeitsamen und sorgenden Familienvaters. Die bemalten Bildtafeln der Festtagsseite zeigen den Hl. Joseph in seiner Vaterrolle: Die Flucht nach Ägypten und das Wiedersehen der Eltern mit dem 12-jährigen Jesus im Tempel. Auf der Werktagsseite des Altars sind Josephs Leben und Sterben inmitten der Familie dargestellt. Im Schrein wird der Hl. Josef mit dem Jesusknaben an der Hand gezeigt. Er wird flankiert vom Hl. Laurentius, dem vorreformatorischen Stadtpatron von Winterthur, und vom Hl. Ulrich, der bei Krankheiten und andern Plagen angerufen wird. Der Hl. Ulrich stammte aus dem Adelsgeschlecht derer von Kyburg-Dillingen, die als Stadtherren von Winterthur amteten. Im Gesprenge über dem Schrein sind die Stadtheiligen von Zürich zu erkennen, der Hl. Felix und die Hl. Regula. Zwischen ihnen ist der Hl. Mauritius dargestellt, welcher der Überlieferung nach als Märtyrer und Kommandant die Thebäischen Legion nach Martigny geführt hatte, wodurch das Christentum erstmals in die Gegend der heutigen Schweiz kam.

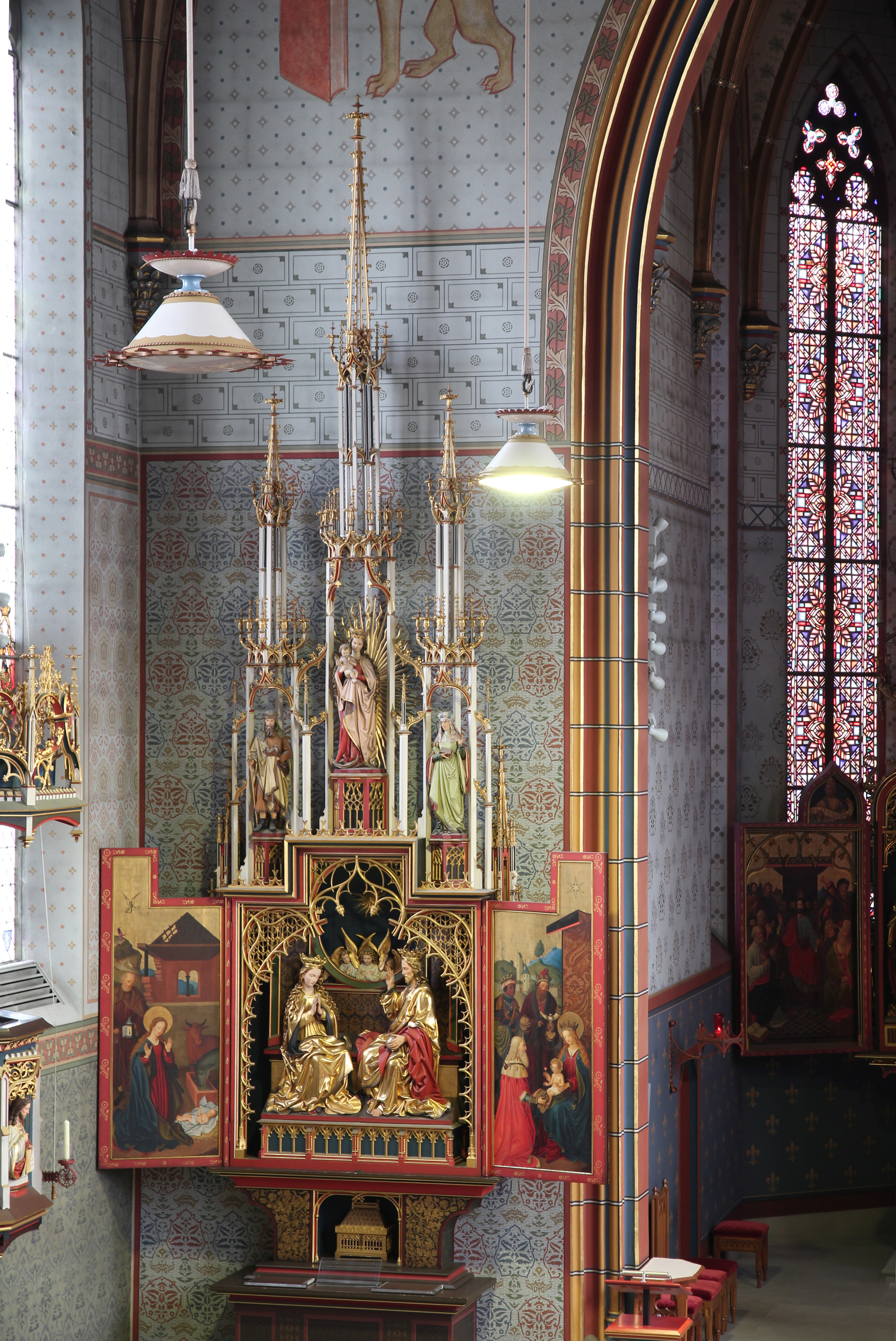
Der Marienaltar
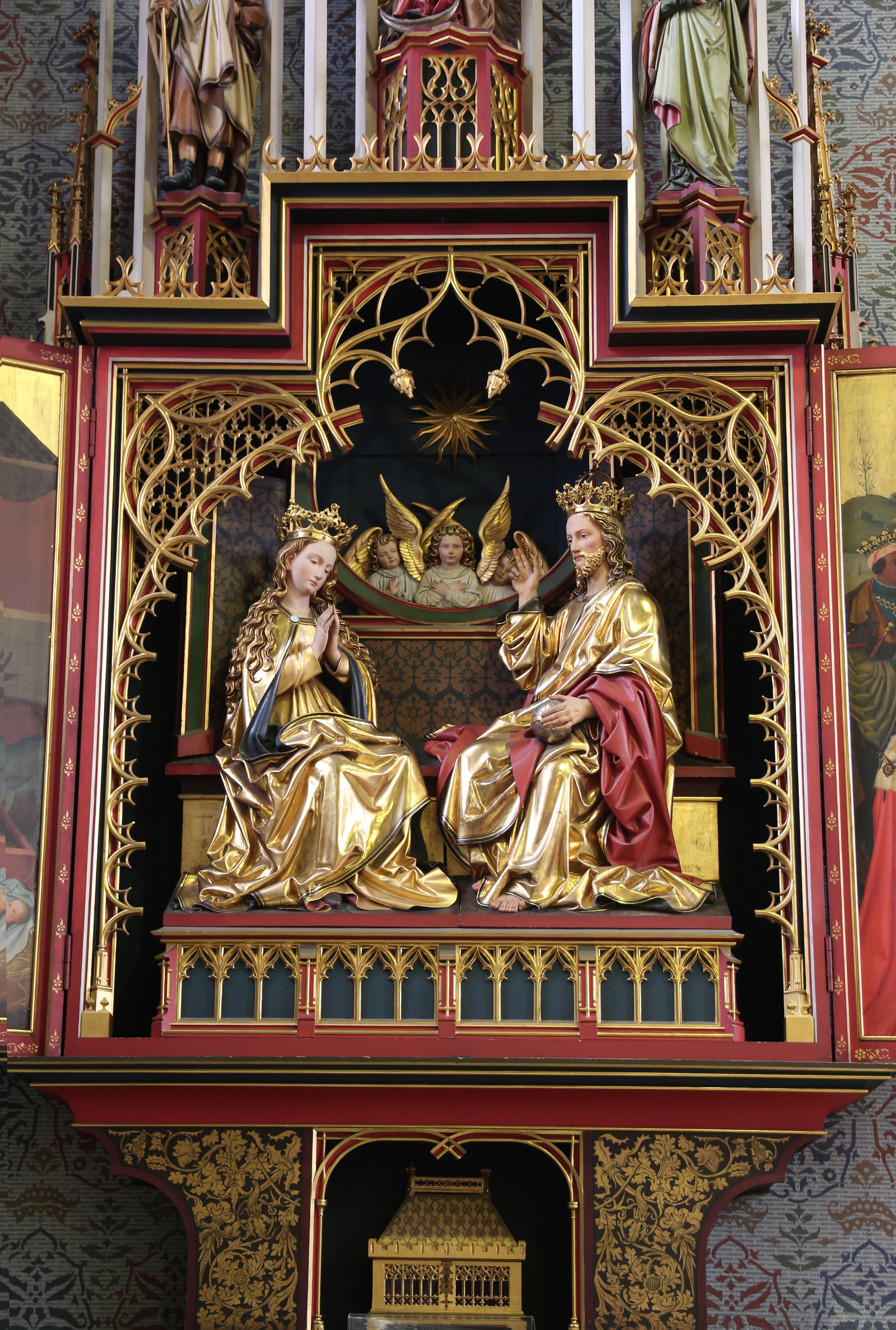
Darstellung der Mariensegnung am Marienaltar
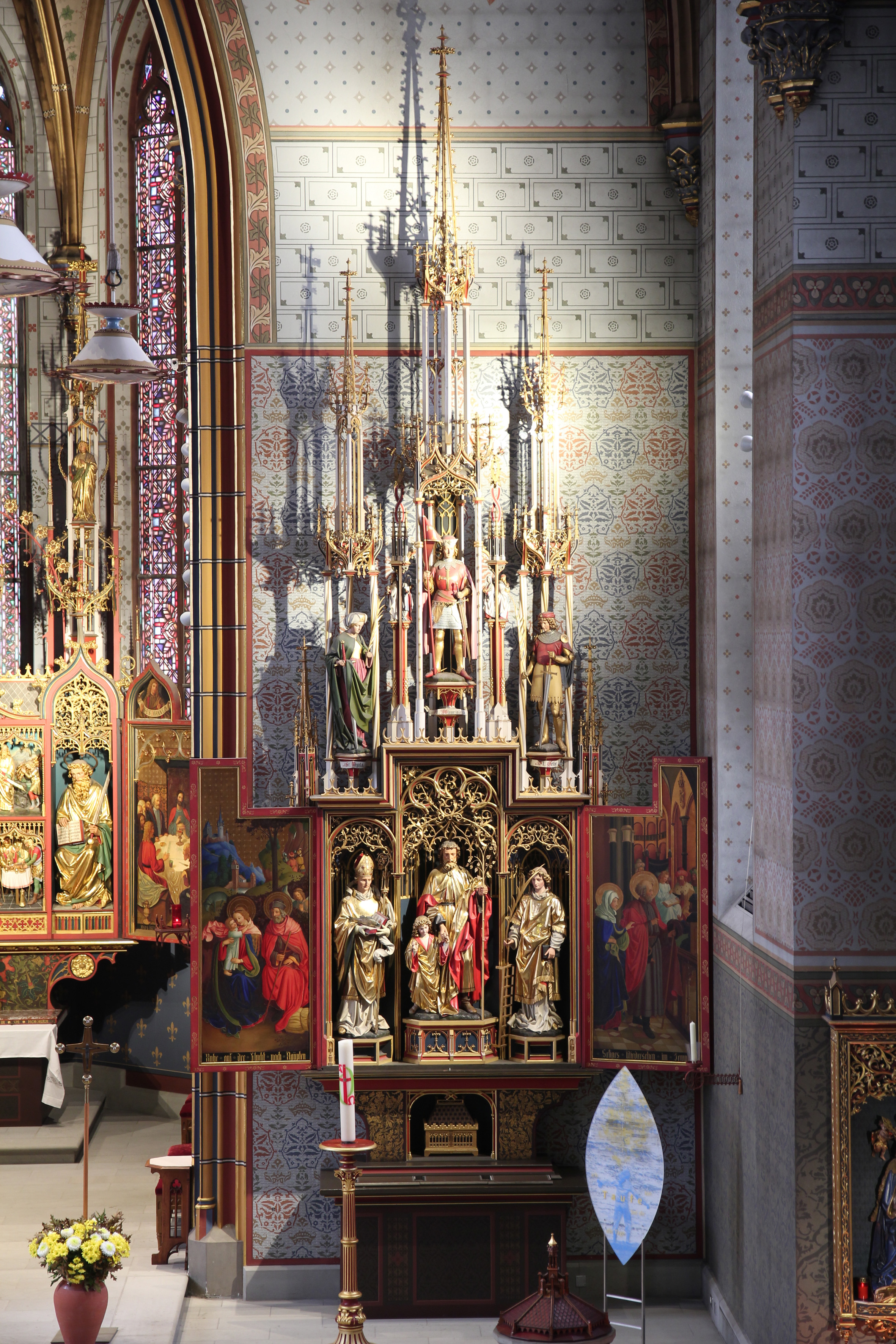
Der Josephsaltar
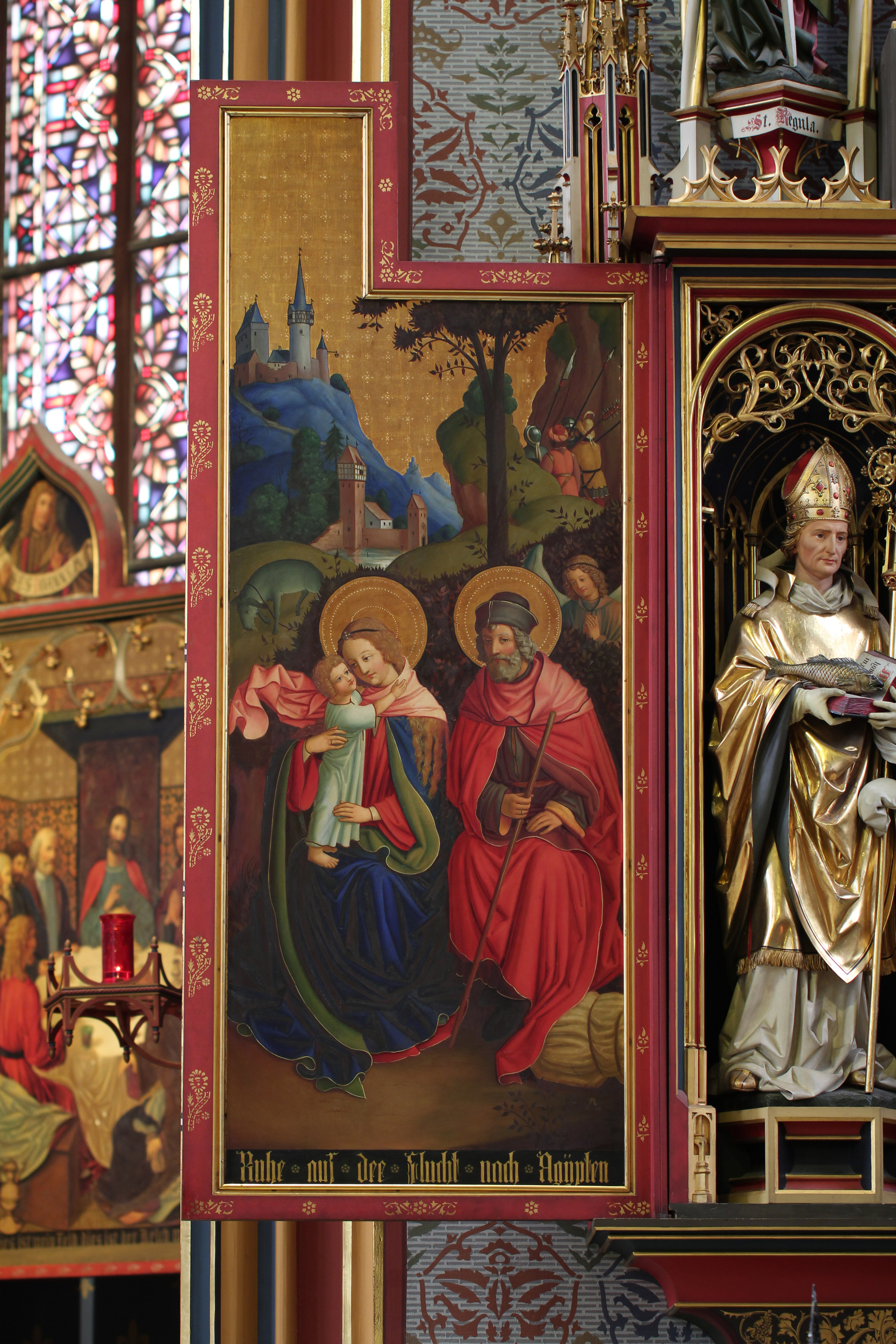
Tafelbild der Hl. Familie am Josephsaltar
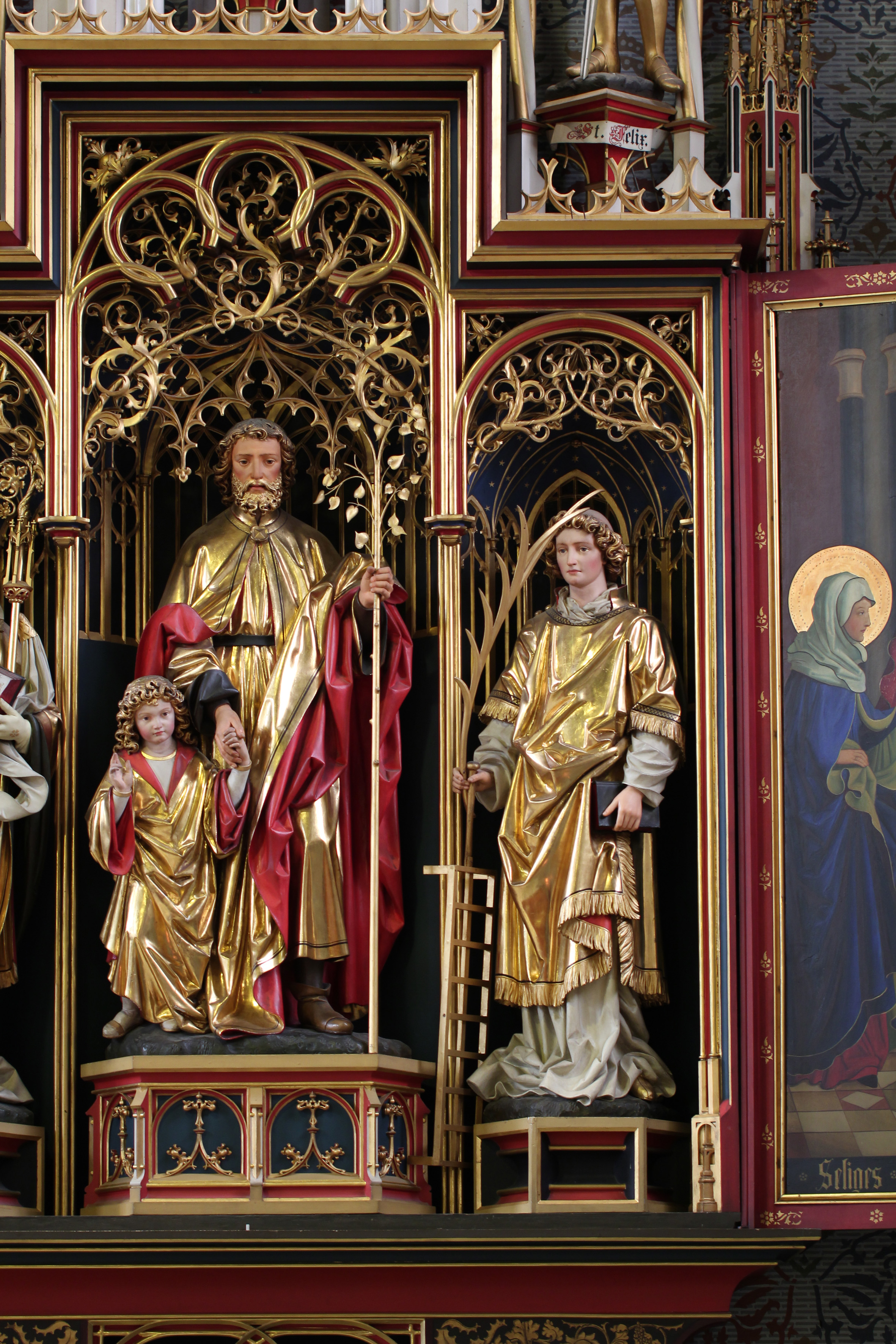
Der Hl. Joseph mit dem Jesuskind, der Hl. Laurentius

### Hauptaltar

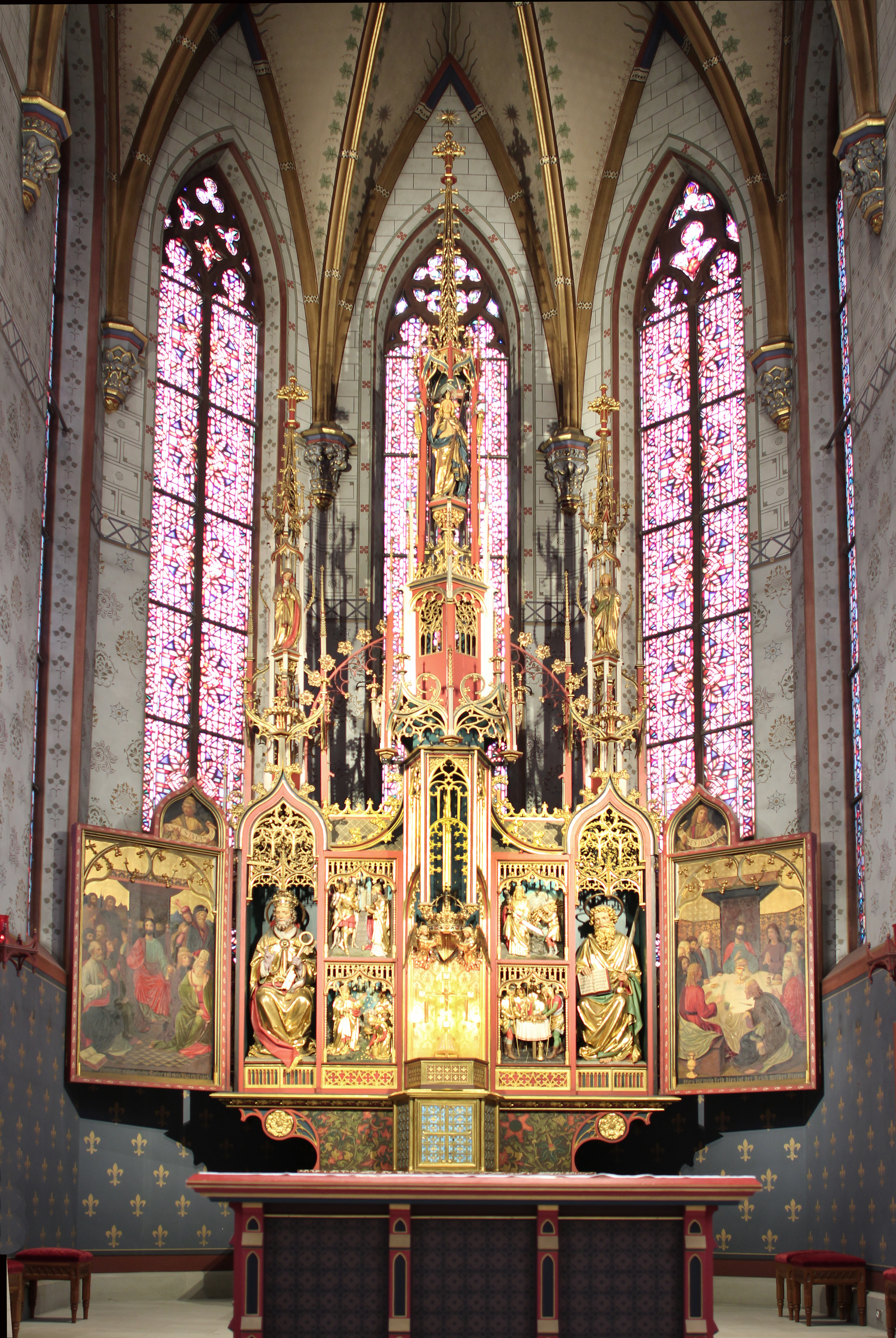
Der Hauptaltar

Der Hauptaltar gilt als Glanzstück der Kirchenausstattung und thematisiert Leben und Wirken von Jesus Christus. An der Aussenseite der grossen Altarflügel werden die Dornenkrönung und der Kreuzweg dargestellt. An den äusseren Altarecken befinden sich die Ekklesia mit den Attributen Kelch, Messbuch und Siegesfahne. Sie gilt als Personifikation des neuen Bundes. Im Gegensatz dazu befindet sich an der anderen Altarecke die Synagoge, welche mit verbundenen Augen und der Gesetzestafel dargestellt wird und als Personifikation des alten Bundes gilt. Ist der Altar geöffnet, verweist das Bildprogramm auf das Geheimnis der Eucharistie. Vier Szenen zeigen alttestamentliche Vordeutungen der Eucharistie auf die Symbolik von Opfer und Mahl: zunächst das Opfer von Abel und Melchisedek, dann das Osterlamm beim Passahmahl sowie das Manna in der Wüste auf der Flucht des Volkes Israel. Auf den Flügelinnenseiten sind links die eucharistische Verheissungsrede von Jesus und rechts das letzte Abendmahl im Kreise der Jünger dargestellt. In den Nischen befinden sich als monumentale Figuren die beiden Kirchenpatrone, der Hl. Petrus und der Hl. Paulus. Je mit einem offenen Buch deuten sie auf die eucharistische Verheissung und erklären die Szenen, die sie auf den Flügelinnenseiten umgeben. Im Gesprenge des Hochaltars befindet sich der auferstandene Christus, von Maria und Johannes flankiert. Der Tabernakel und das Kreuz in der Expositionsnische schliesslich wurden in den 1940er Jahren vom Goldschmied Willi Buck neu geschaffen.

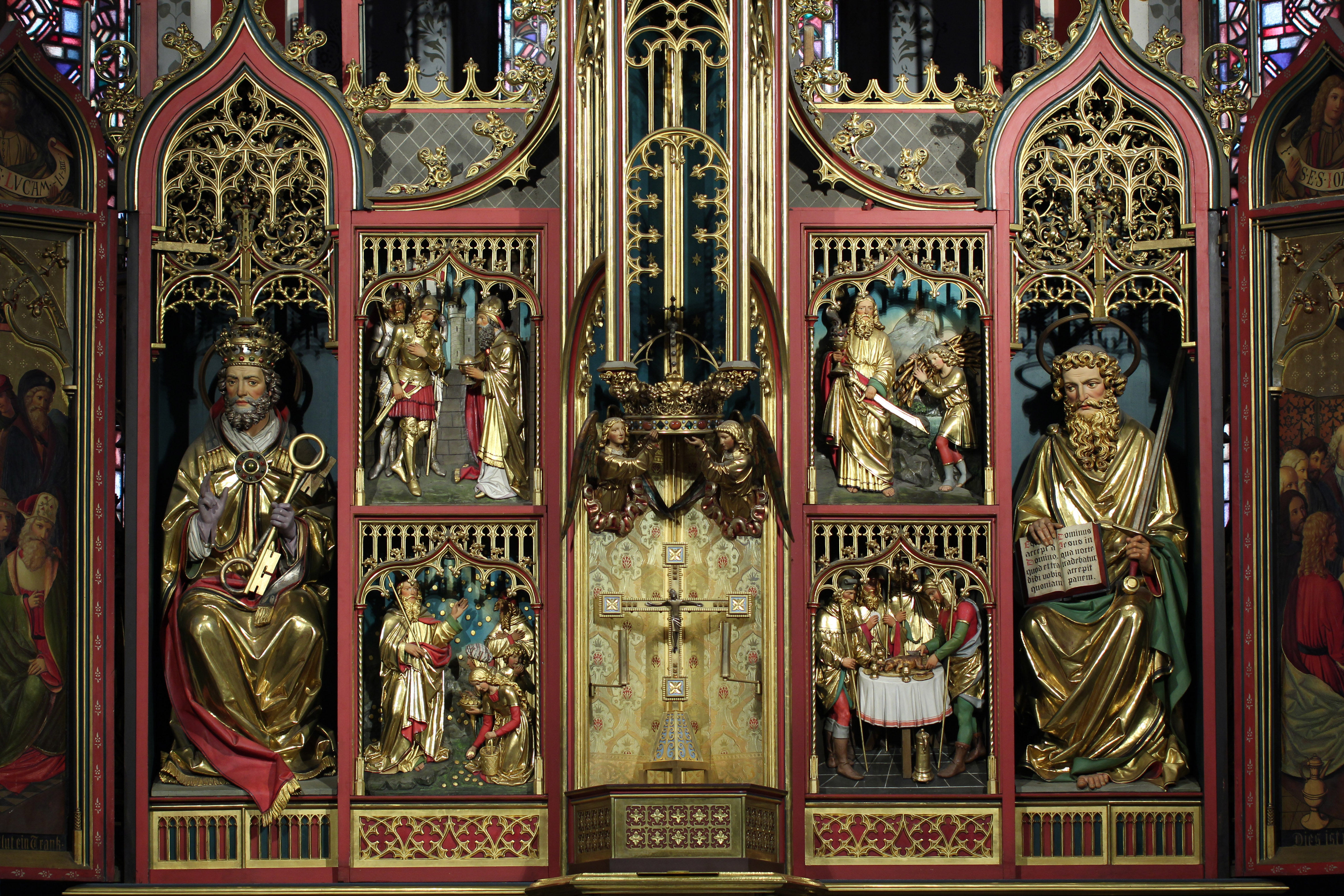
Hauptaltar mit Expositionsnische
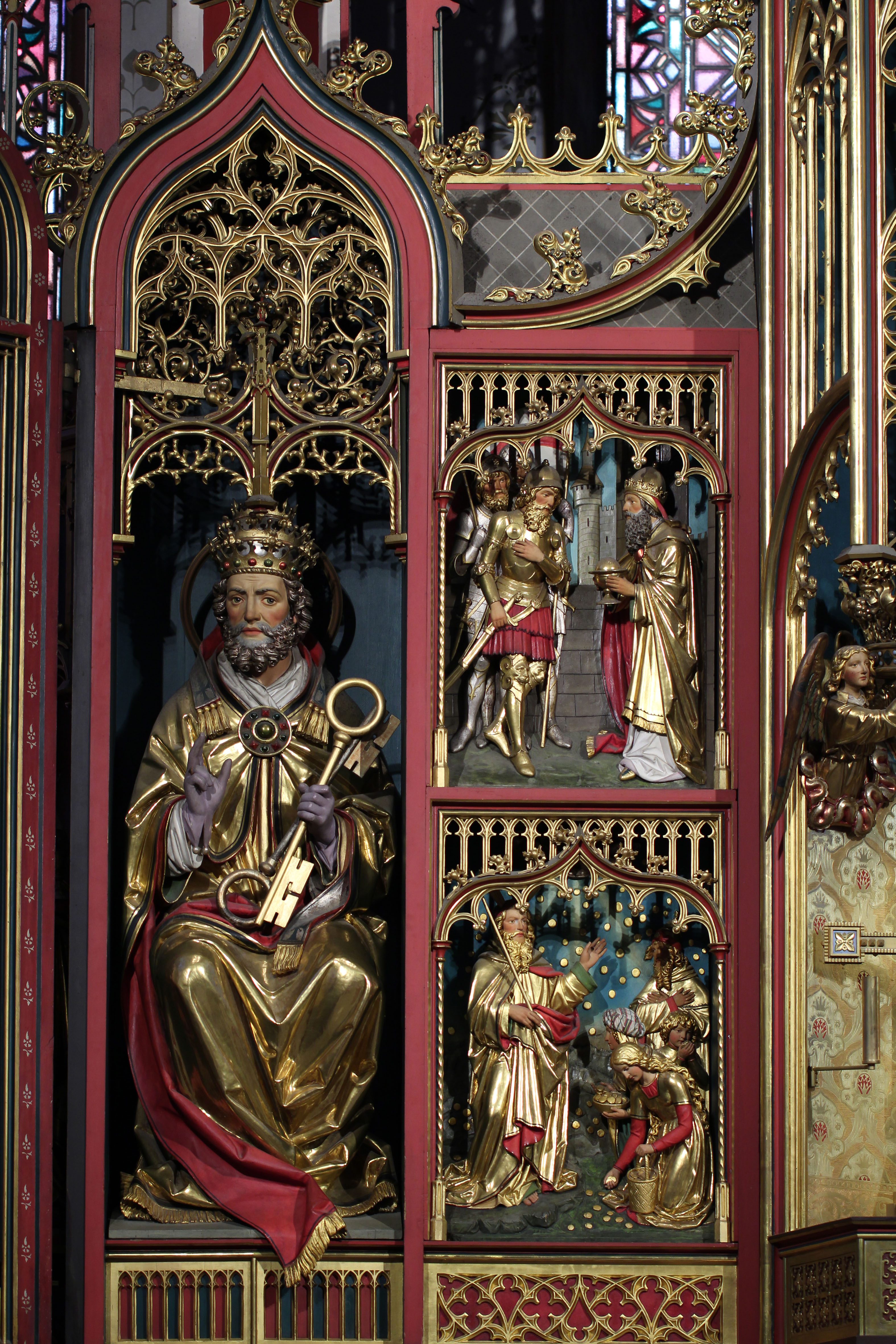
Petrusfigur
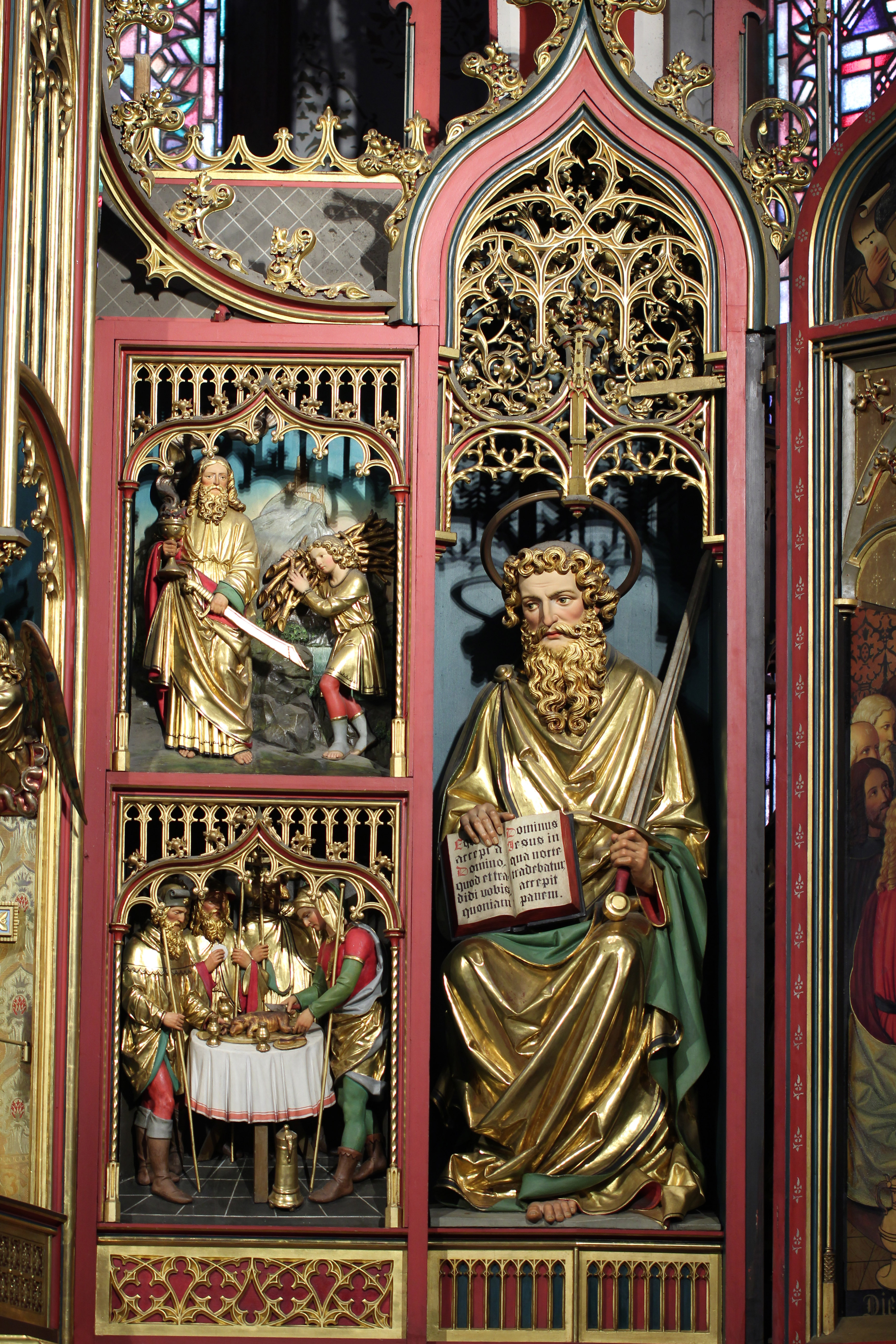
Paulusfigur
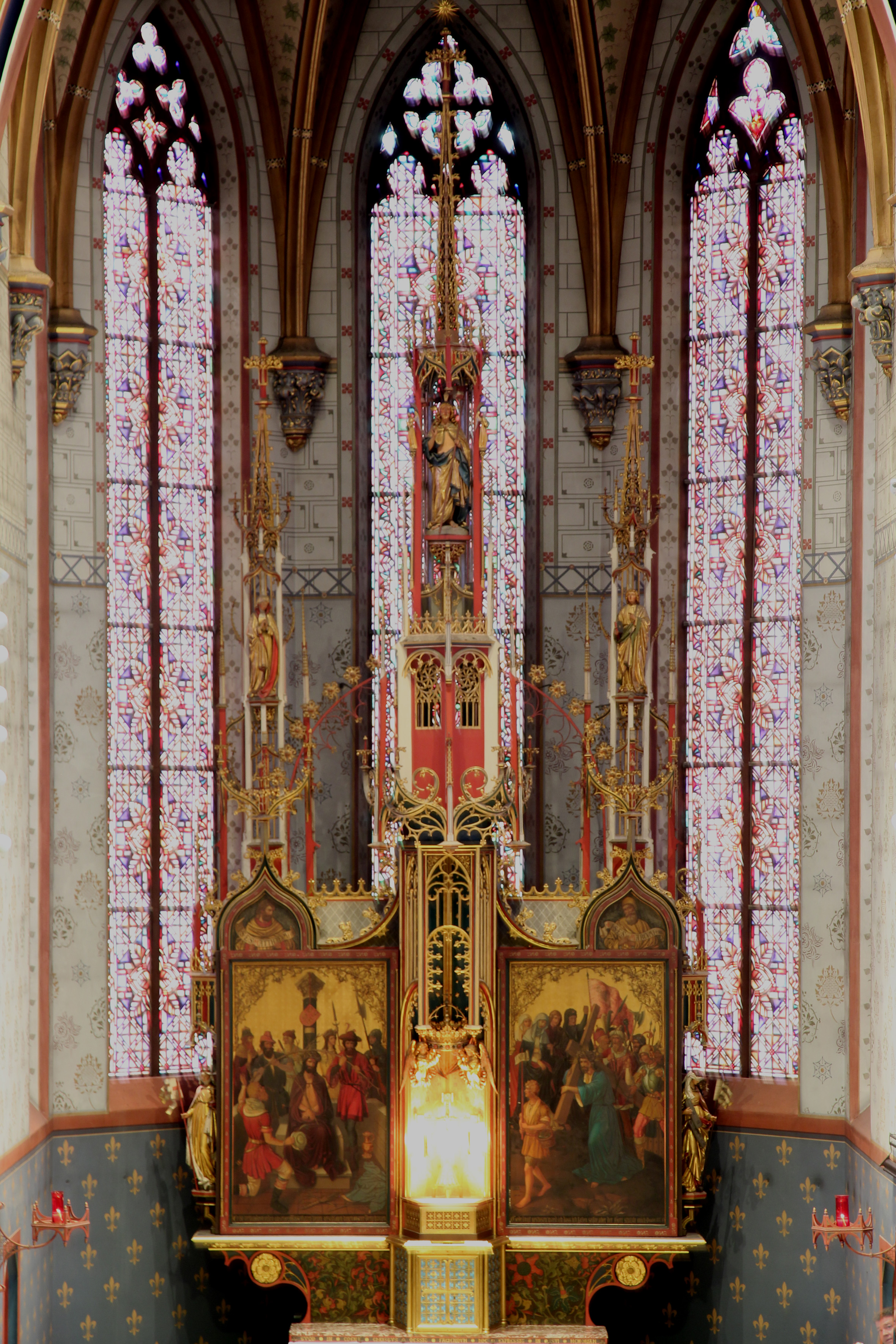
Die Werktagsseite des Hauptaltars

### Die Winterthurer Madonna
Beim rechten Seitenausgang befindet sich in einem reich vergoldeten neugotischen Schrein eine Kopie der sogenannten Winterthurer Madonna. Das Original wird in der Stadtpfarrkirche St. Nikolaus in Frauenfeld verwahrt. Diese Statue soll der Überlieferung nach vor der drohenden Zerstörung während des Bildersturms der Reformation nach Frauenfeld verbracht worden sein. Da es der katholischen Kirchgemeinde Winterthur nicht gelang, das Original für die Kirche St. Peter und Paul zurückzuführen, fertigte man diese Kopie im Jahr 1941 durch das Atelier Anton Blank (1884–1971) aus Wil an. Beim Original handelt es sich vermutlich um eine Mittelfigur einer Marienkrönung aus der Zeit um 1500. Die Kopie ist aus diesem Grund mit einer von Engeln getragenen Krone frei ergänzt.

### Weitere Ausstattung
Nachdem die Kirche im Innern isoliert worden war, schuf im Jahr 1946 der Künstler August Frey (1912–1998) die Wandmalereien im Langhaus. Er gestaltete hierbei je drei Schlüsselszenen aus dem Leben der Kirchenpatrone Petrus und Paulus. Es sind dies die Verleumdung des Petrus, seine Bekehrungsrede am Pfingstfest und die Apostelberufung mit der Schlüsselübergabe. Bei Paulus werden das Beisein des sündigen Saulus bei der Steinigung des Märtyrers Stephanus, seine Bekehrung zum wahren Glauben und das Martyrium in Rom dargestellt. Als Ergänzung dazu zeigt die Bemalung der Chorbogenwand die Symbole der vier Evangelisten unter dem thronenden Christus. Die Tympanonbilder über den Seitenausgängen bilden die Begegnung von Maria und Elisabeth sowie Josephs Traum ab.
Die Kanzel gehört noch zur ursprünglichen Ausstattung der Kirche. Der oktogonale Kanzelkorb stützt sich auf einen schlanken Bündelpfeiler und wird durch einen Schalldeckel bekrönt. Die Kanzel dürfte wie die Altäre von August F. Martin konzipiert und von der Altarbauerfirma Eberle geschaffen worden sein. An der Kanzelbrüstung sind Bilder von Christus und den vier lateinischen Kirchenvätern Augustinus, Gregor dem Grossen, Ambrosius und Hieronymus zu erkennen. In den 1940er Jahren wurde diese Gestaltung durch eine Darstellung des Hl. Antonius von Padua ergänzt. Der Taufstein gehört ebenfalls zur originalen Ausstattung. Die Chorfenster aus dem Jahr 1946 waren rein ornamental. Da sie als Hintergrund des Hochaltars zu bunt waren, wurden sie 1984 an die Chorseiten versetzt und stattdessen neue Glasfenster in abgetönten Farben angebracht. Die Heiligenfiguren an den Kirchenfenstern des Langhauses wurden nach Entwürfen des Malers August Wanner (1886–1979) im Jahr 1946 durch die Glasmalereifirma A. Kübele aus St. Gallen geschaffen. Auf der Männerseite werden die Hl. Johannes Baptist Viannay (Pfarrer von Ars), Vinzenz von Paul, Georg, der selige Suso und die Hl. Albanus und Pankratius (neben dem Hl. Laurentius weitere Patrone der vorreformatorischen Stadtkirche) dargestellt. In drei kleinen Fenstern unter der Empore sind es der Hl. Niklaus, Franziskus und Augustinus. Auf der Frauenseite erkennt man die Hl. Verena, Cäcilia, Elisabeth, Wiborada und die Hl. Theresia vom Kinde Jesu. Unter der Empore sind Mariä Verkündigung, Maria an der Krippe und die Schmerzensmutter zu entdecken. Der Kreuzweg schliesslich stammt aus dem Jahr 1925 von der Altarbaufirma Marmon und Blank in Wil.

### Bezug der Gestaltung zur mittelalterlichen Stadt Winterthur
Das Innere der Kirche St. Peter und Paul nimmt ausdrücklich Bezug auf die vorreformatorische Tradition der Stadt Winterthur Bezug. Stärkstes Zeugnis hierfür ist das Aufstellen einer Kopie der Winterthurer Madonna aus der Stadtkirche. Aber auch die Kirchenfenster auf der rechten Seite sind geprägt von Erinnerungen an das katholische Winterthur im Mittelalter. Da ist der Hl. Nikolaus abgebildet, dem ein Altar in der Stadtkirche geweiht war; dann der Hl. Franziskus, dessen Brüder beim heutigen Bruderhaus eine kleine Einsiedelei besassen; ferner der Hl. Augustinus, nach dessen Regel ein Konvent an der Stelle des heutigen Heiligbergschulhauses gegründet wurde. St. Alban, der Winterthurer Stadtpatron, hat ebenso wie der Dominikaner und Mystiker Heinrich Seuse, der oft bei seinen Mitschwestern im Kloster Töss weilte, ein Kirchenfenster erhalten. Und der Hl. Georg verdankt seine Darstellung einer St.-Georgs-Bruderschaft, die das erste Siechenhaus in Winterthur unterhielt. Auf dem Josephsaltar steht schliesslich der Hl. Laurentius, der ehemalige Patron der Winterthurer Stadtkirche.

### Orgel

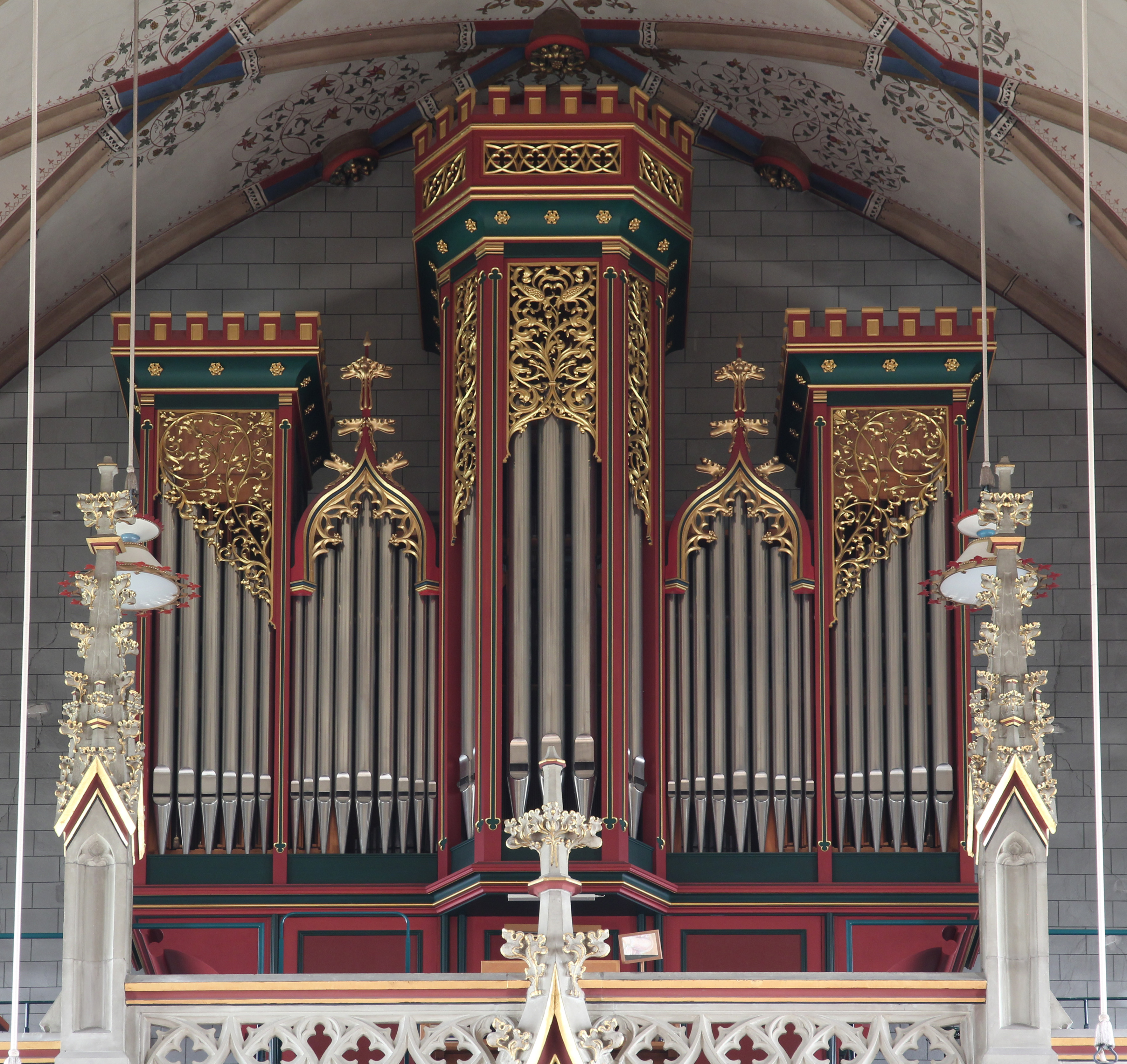
Die Späth-Orgel von 1984

Die erste Orgel der Kirche stammte von der Firma Goll, Luzern, aus dem Jahr 1888 und wurde am 28. Oktober 1888 eingeweiht. Sie wurde 1925 von der Firma Goll von 23 Register auf 32 Register erweitert. Um dafür Platz zu schaffen, wurde die 1,40 m dicke Turmmauer auf 3,60 m Breite und 7,50 m Höhe durchbrochen. Dem Geschmack der Zeit entsprechend, wurde der gotisch orientierte Orgelprospekt durch eine Theaterkulisse ersetzt. Diese erste Orgel war zunächst mechanisch, dann pneumatisch und ab den 1960er Jahren elektropneumatisch, was sie anfällig machte. In den 1980er Jahren wurde die Orgel als stilistisch und technisch unausgeglichen bezeichnet. Da eine Überarbeitung mit neuer Traktur und neuem Orgelgehäuse in finanzieller Hinsicht einem Neubau gleichgekommen wäre, entschied man sich, diese erste Orgel der Kirche durch eine zweite zu ersetzen.
Die heutige Orgel wurde in den Jahren 1983–1984 von der Orgelbaufirma Späth, Rapperswil, neu erbaut. Sie umfasst 36 Register auf drei Manualen und Pedal mit mechanischen Schleifladen. Die Spieltraktur ist ebenfalls mechanisch. Das Projekt stammt von Pater Ambros Koch, Kloster Fischingen, und Ruedi Wäger, Kreuzlingen. Der Prospekt wurde vom Architekturbüro Spirig und Kask, Zürich, in Zusammenarbeit mit Späth Orgelbau gestaltet. 2004 und 2018 wurde das Werk durch die Erbauerfirma renoviert und das Kronpositiv in einen Schwellkasten gesetzt.
Disposition Orgel:
| Hauptwerk C–a3 |       |
| Gedeckt        | 16′   |
| Prinzipal      | 8′    |
| Rohrgedeckt    | 8′    |
| Gamba          | 8′    |
| Oktave         | 4′    |
| Flachflöte     | 4′    |
| Quinte         | 2 ⁄3′ |
| Prinzipal      | 2′    |
| Mixtur         | 2′    |
| Trompete       | 8′    |

| Schwellwerk C–a3 |        |
| Bleigedackt      | 8′     |
| Salicional       | 8′     |
| Prinzipal        | 4′     |
| Gemshorn         | 4′     |
| Nasat            | 2 ⁄3′  |
| Oktave           | 2′     |
| Terz             | 1 3⁄5′ |
| Mixtur           | 1 ⁄3′  |
| Schalmei         | 8′     |
| Clairon          | 4′     |
| Tremulant        |        |

| Kronpositiv C–a3 |      |
| Holzgedeckt      | 8′   |
| Rohrflöte        | 4′   |
| Waldflöte        | 4′   |
| Superoktave      | 2′   |
| Oktävlein        | 1′   |
| Zymbel           | 2⁄3′ |
| Vox humana       | 8′   |

| Pedal C–f1    |       |
| Prinzipal     | 16′   |
| Subbass       | 16′   |
| Prinzipalbass | 8′    |
| Spillflöte    | 8′    |
| Oktave        | 4′    |
| Pommer        | 4′    |
| Hintersatz    | 2 ⁄3′ |
| Fagott        | 16′   |
| Zinke         | 8′    |

- Koppeln: 6 Normalkoppeln wechselwirkend
- Spielhilfen: 6 Setzerkombinationen und OP, Absteller für Zungen, Crescendo

## Krypta
Als Ergänzung zur neugotischen Kirche St. Peter und Paul wurde im Haus an der Tellstrasse 11a im Jahr 1985 die Krypta der Pfarrei eingerichtet. Sie befindet sich in einem ehemaligen Kohlekeller.
In der Mitte des Raumes befinden sich vier Holzpfeiler, die in einem Quadrat angeordneten sind. Sie bergen in ihrer Mitte eine runde, nach oben geöffnete Tonschale – sie ist ein Sinnbild für die Leere, aber auch für die Empfangs- und Aufnahmebereitschaft. Das Viereck galt schon in der frühen griechischen Antike als Symbol für den Menschen, während der (im Viereck eingeschlossene) Kreis das Göttliche repräsentiert. In den griechischen Wohnhäusern und Tempeln brannte an zentraler Stelle ständig das Herd- bzw. Tempelfeuer. Der wichtigste Platz im Haus versinnbildlichte so die Anwesenheit des Heiligen, Göttlichen unter den Menschen.
Die Stirnwand über dem Altar schmückt ein Kreuz aus plastisch gestaltetem Material, eingefasst in einen Kreis. Die Arme des Kreuzes ragen wie Baumäste in die Höhe und berühren den Kreis. Das Kreuz in Gestalt des Lebensbaums symbolisiert Christus, den Ursprung des Lebens. Ebenso weist an der Längswand eine Christus-Ikone auf die Quelle des Glaubens hin.
Das vom Künstler Alois Spichtig geschaffene Wolkenrelief nimmt die Mitte der Längswand ein. Die Wolke als Bild der Verhüllung steht für Gott. Der Künstler erinnert damit gemäss seiner eigenen Deutung an Gottes Führung des Volkes Israel bei dessen Zug durch die Wüste sowie an die Verklärung (Tabor) und die Himmelfahrt Jesu.